# داوید ساورلند
داوید ساورلند (آلمانی: David Sauerland؛ زادهٔ ۲۸ ژوئن ۱۹۹۷) بازیکن فوتبال است.
از باشگاه‌هایی که در آن بازی کرده‌است می‌توان به باشگاه فوتبال آینتراخت براونشوایگ اشاره کرد.
وی همچنین در تیم ملی فوتبال جوانان آلمان بازی کرده‌است.